# Ray Sharkey
Ray Sharkey est un acteur américain, né le 14 novembre 1952 à Brooklyn, New York, et décédé le 11 juin 1993 à New York (États-Unis)

## Filmographie

### Cinéma
- 1974 : Les Mains dans les poches (The Lord's of Flatbush) : Student
- 1976 : Trackdown : Flash
- 1977 : Hot Tomorrows : Louis
- 1977 : Les Risque-tout : Paul Salerno
- 1978 : Les Guerriers de l'enfer (Who'll Stop the Rain) : Smitty
- 1978 : La Taverne de l'enfer (Paradise Alley) : Legs
- 1980 : Les Premiers Beatniks (Heart Beat) : Ira
- 1980 : Willie and Phil : Phil D'Amico
- 1980 : Le Temps du rock'n'roll (The Idolmaker), de Taylor Hackford : Vincent 'Vinnie' Vacarri
- 1982 : Regina Roma
- 1982 : Les Armes du pouvoir (Love and Money) de James Toback : Byron Levin
- 1982 : Some Kind of Hero : Sgt. Vinnie DiAngelo (Eddie's cellmate in prison camp)
- 1984 : Du-beat-e-o : duBEAT-e-o
- 1984 : Body Rock : Terrence
- 1985 : Hellhole : Silk
- 1986 : Mafia salad (Wise Guys) : Marco
- 1986 : Sans pitié (No Mercy) : Angles Ryan
- 1987 : P.I. Private Investigations : Ryan
- 1988 : Act of Piracy de John Cardos : Jack Wilcox
- 1989 : Scenes from the Class Struggle in Beverly Hills : Frank
- 1989 : Wired : Angel
- 1990 : 27 Wagons Full of Cotton (vidéo) : Silva
- 1990 : The Rain Killer : Capra
- 1992 : Zebrahead : Richard
- 1992 : Dead On: Relentless II : Kyle Valsone
- 1992 : Round Trip to Heaven : Stoneface
- 1992 : Caged Fear : Warden Hayes
- 1993 : Un flic et demi (Cop and ½) : Vinnie Fountain

### Télévision
- 1981 : The Ordeal of Bill Carney (TV) : Bill Carney
- 1983 : Rage (TV)
- 1985 : Behind Enemy Lines (TV) : Sgt. Max Zierman
- 1986 : Les Incorruptibles de Chicago (Crime Story) (TV) : Breitel
- 1987 : Un flic dans la mafia (Wiseguy) (TV) : Sonny Steelgrave
- 1989 : The Hitchhikker (In living color) (TV) : Eric Coleman
- 1989 : The Neon Empire (TV) : Junior Molov
- 1989 : The Revenge of Al Capone (TV) : Scarface
- 1990 : Chantage à la cocaïne (The Take) (TV) : Dennis
- 1990 : Haute corruption (Good Cops, Bad Cops) (TV) : Capt Gerry Clemente
- 1991 : The Man in the Family (série TV) : Sal Bavasso
- 1992 : Chrome Soldiers (TV) : Gabe
- 1992 : In the Line of Duty: Street War (TV) : Dét. Victor Tomasino